# امراهلو
امراهلو روستایی است که در استان اردبیل، شهرستان گرمی، بخش مرکزی، دهستان اجارودمرکزی قرار دارد.

## جمعیت
بر اساس سرشماری سال ۱۳۸۵ جمعیت این روستا ۲۴۲ نفر با ۵۳ خانوار بوده‌است.
جمعیت این روستا از سه طایفهٔ اجیرلو، اظماره و دین آقاردانلو تشکیل شده است.
تاریخ دقیق تشکیل این روستا معلوم نیست ولی بنا بر گزارش‌ها اهالی محلی این روستا متنسب به شخصی به نام امراه است که تا قبل از وی به نام خورسلو معروف بوده و جمعیت زیادی نداشته است با ورود طایفهٔ اجیرلو که عشایر بودند این روستا رونق پیدا کرده و به لحاظ دامداری پیشرفت‌های زیادی کرد. طایفهٔ اظماره نیز به عنوان نیروی کارگر که در مزارع خان‌ها و صاحبان مزارع کار می‌کردند وارد این روستا شده‌اند. در این روستا تپهٔ رمز آلودی وجود دارد که یک تونل (یا غار) داخل آن است و کسی تا به حال نتوانسته وارد این تونل شود. دهانهٔ این غار در حال حاضر توسط سنگ بزرگی بسته شده است و در واقع ورودی‌ها از چهار وجه می‌باشد که تنها یک وجه آن مشخص است.
در گذشته از این غار برای نگهداری حجم‌ها استفاده می‌کردند.